# Astroblepus micrescens
Astroblepus micrescens är en fiskart som beskrevs av Eigenmann, 1918. Astroblepus micrescens ingår i släktet Astroblepus och familjen Astroblepidae. Inga underarter finns listade.